# Brežine
Brežine este un sat din municipiul Podgorica, Muntenegru. Conform datelor de la recensământul din 2003, localitatea are 121 de locuitori (la recensământul din 1991 erau 143 de locuitori).

## Demografie
În satul Brežine locuiesc 101 persoane adulte, iar vârsta medie a populației este de 50,0 de ani (46,3 la bărbați și 53,5 la femei). În localitate sunt 47 de gospodării, iar numărul mediu de membri în gospodărie este de 2,57.
|  |

| Demografie | Demografie | Demografie |
| An         | Locuitori  | Locuitori  |
| ---------- | ---------- | ---------- |
|            |            |            |
|            |            |            |
|            |            |            |
|            |            |            |
| 1948       | 279        |            |
| 1953       | 277        |            |
| 1961       | 264        |            |
| 1971       | 246        |            |
| 1981       | 211        |            |
| 1991       | 143        | 139        |
| 2003       | 123        | 121        |

| \| Componența etnică conform recensământului din 2003[2] \| Componența etnică conform recensământului din 2003[2] \| Componența etnică conform recensământului din 2003[2] \| Componența etnică conform recensământului din 2003[2] \| Componența etnică conform recensământului din 2003[2] \| \| ----------------------------------------------------- \| ----------------------------------------------------- \| ----------------------------------------------------- \| ----------------------------------------------------- \| ----------------------------------------------------- \| \| \| \| \| \| \| \| Muntenegreni \| Muntenegreni \| \| 91 \| 75,2% \| \| Sârbi \| Sârbi \| \| 30 \| 24,79% \| \| necunoscută \| necunoscută \| \| 0 \| 0% \| |              |  |    |        |
| Componența etnică conform recensământului din 2003 |              |  |    |        |
| |              |  |    |        |
| Muntenegreni | Muntenegreni |  | 91 | 75,2%  |
| Sârbi | Sârbi        |  | 30 | 24,79% |
| necunoscută | necunoscută  |  | 0  | 0%     |